# Велосипедні перегони

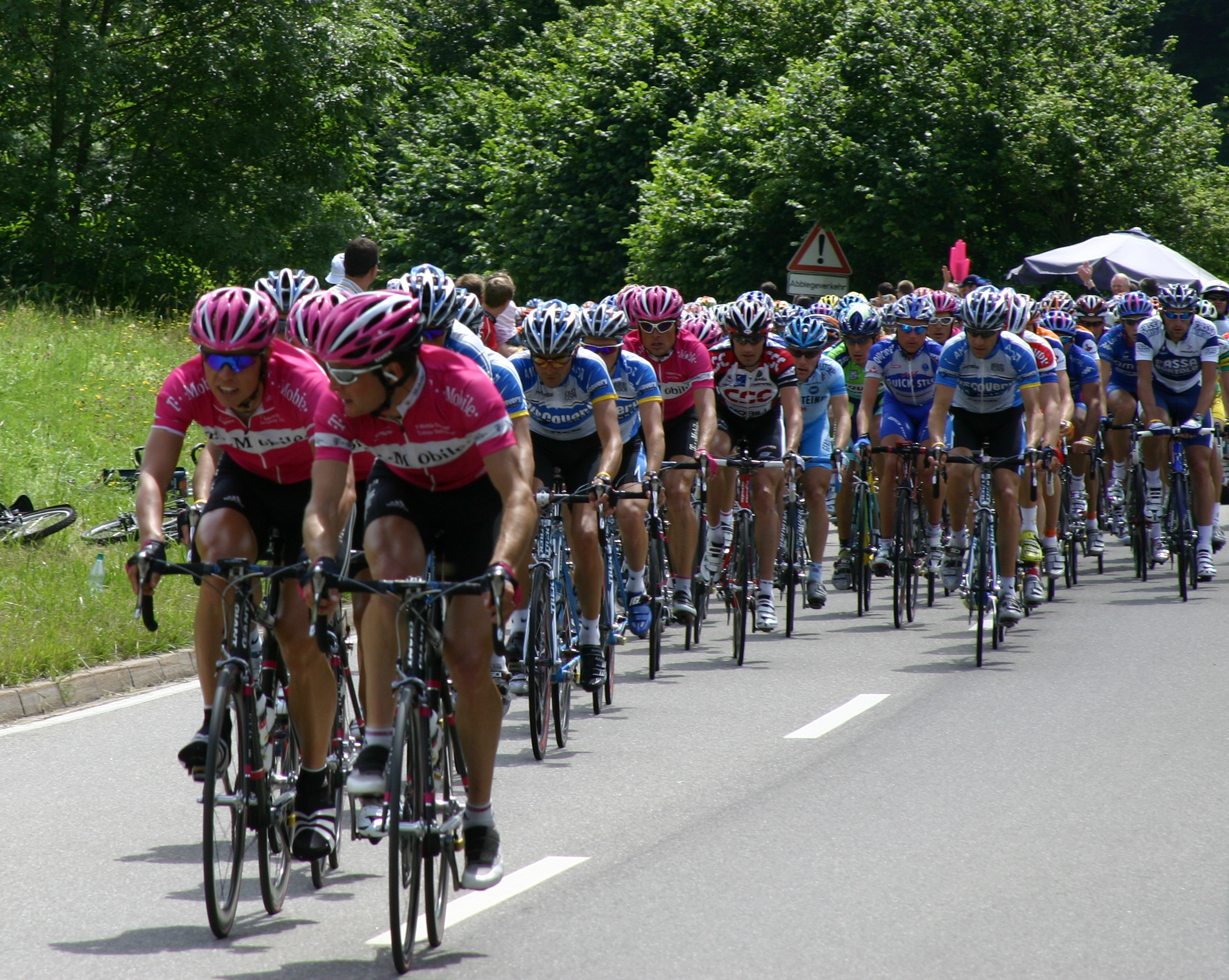
Тур де Франс

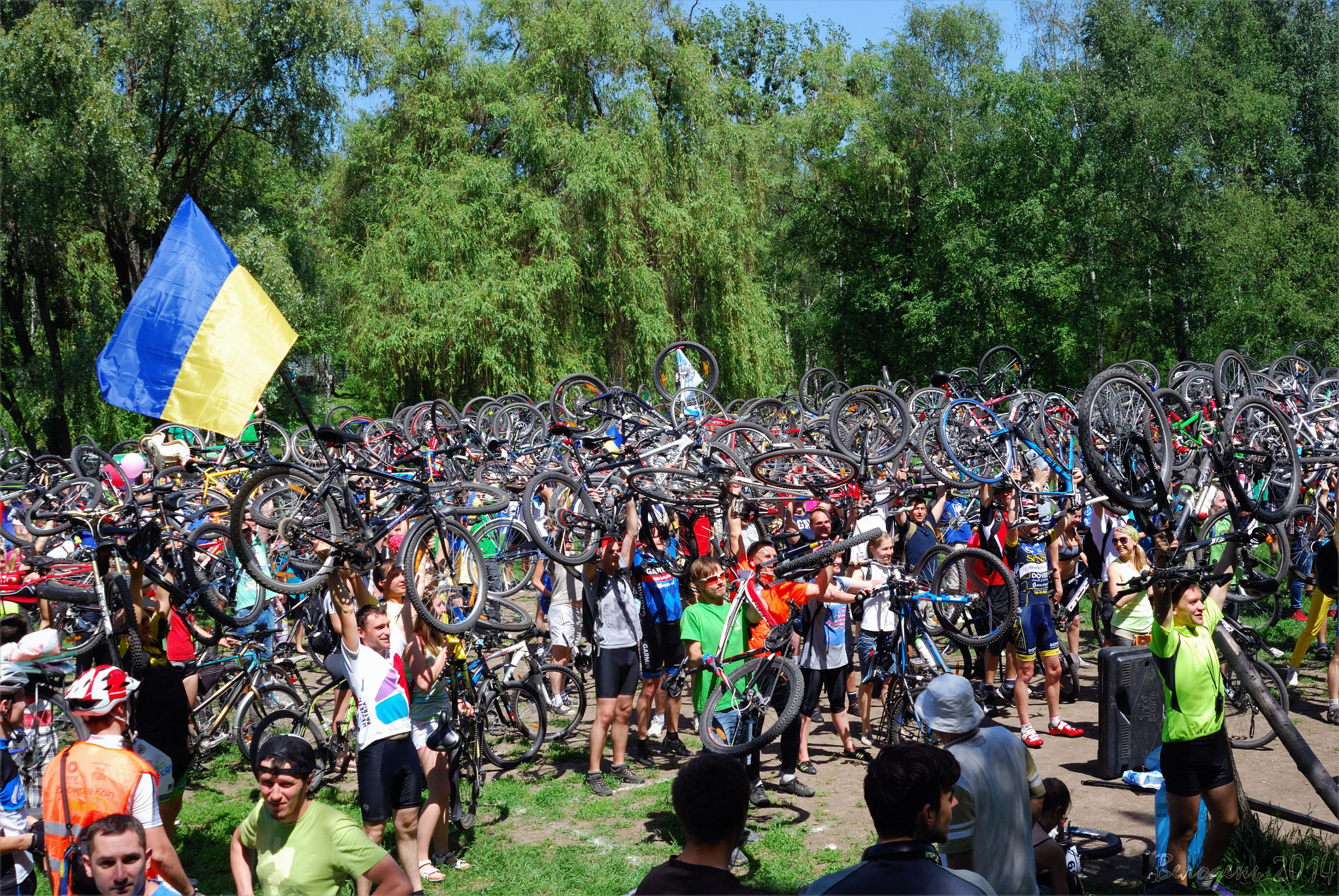
Перед перегонами. Полтава (2014)

Велосипе́дні перегони — спортивні змагання з велосипедної їзди на швидкість. Можуть проводитися на овальних штучних треках, на шосе чи на пересіченій місцевості.

## Відомості
Багатоетапні перегони проводяться на пересіченій місцевості і можуть тривати від трьох днів до трьох з половиною тижнів, як, наприклад, перегони Тур де Франс, Джиро д'Італія і Тур Іспанії.
Перегони містом — швидкі, насичені дією перегони вулицями міста; тривають близько години.
Шосейні перегони проводяться за заздалегідь наміченим маршрутом, який гонщики повинні проїхати кілька разів. Під час такої гонки звичайно долається відстань близько 160 км.
Трекові перегони проводяться на закритих або відкритих кругових треках з бетонним чи дерев'яним покриттям.
У гонці за лідером гонщики проходять дистанцію на час, стартуючи один за одним.

## Велоперегони в Україні
У Тернополі щороку проводяться Всеукраїнські велосипедні перегони пам'яті майстра спорту Володимира Філіпенка.